# Stealing Time
Stealing Time ist ein US-amerikanisches Filmdrama aus dem Jahr 2001. Regie führte Marc Fusco, der gemeinsam mit Michael Garrity auch das Drehbuch schrieb.

## Handlung
Die befreundeten Samantha Parkes, Trevor Logan, Alec Nichols und Casey Shepard stehlen während ihrer Zeit auf dem College Lehrbücher. Einige Jahre später ist Nichols krebskrank; er erfährt, dass seine Krankheit unheilbar ist. Parkes will ihre Verwandte in Mexiko unterstützen während Logan von einer Karriere als Schauspieler träumt.
Nichols erlebt in einer Nacht einen Raubüberfall auf einen Laden. Er überredet seine Freunde, eine Bank auszurauben.

## Kritiken
Kevin Crust schrieb in der Los Angeles Times vom 3. Oktober 2003, der Film wirke wie eine Kompilation mehrerer Filme, die man alle bereits gesehen habe. Kein Charakter, keine Situation und keine Dialogzeile würden frisch wirken. Die vier Hauptdarsteller seien sehr gut – es sei eine Schande, dass sie kein fokussierteres und originelleres Konzept verwirklichen würden.
Robert Koehler schrieb in der Zeitschrift Variety vom 3. Oktober 2003, die vier Hauptfiguren würden nicht überzeugend wirken. Fusco füge dem Genre der Heist-Movies „stilistische Gebärden“ hinzu, doch je gerissener das Drehbuch sei, desto enträtselter die Handlung. Der Film biete „moderate Spannung“, aber nicht in der gleichen Liga wie Killing Zoe. Er habe bessere Chancen auf Video als in den Kinos.

## Hintergründe
Der Film wurde in Los Angeles und in Eugene (Oregon) gedreht. Seine Weltpremiere fand am 15. Juni 2001 auf dem Seattle International Film Festival statt; in die Kinos der USA kam er am 3. Oktober 2003. In einigen Ländern wie Spanien wurde er direkt auf DVD bzw. Video veröffentlicht.